# Парламент Малайзії
Парламент Малайзії (малай. Parlimen Malaysia) — національний законодавчий орган Малайзії, діє основі Вестмінстерської системи. Двопалатний парламент складається з Палати представників і Сенату. Король, як глава держави, є третім компонентом парламенту. Розташований у столиці Куала-Лумпур.